# Poodří beskyttet landskabsområde
Poodří beskyttet landskabsområde er et beskyttet landskabsområde i regionen Mähren-Schlesien i Tjekkiet, oprettet den 1. maj 1991.

## Geografi
Det beskyttede landskabsområde har til formål at bevare det harmonisk formede landskab på flodsletten ved Oder-floden og dens bifloder, og de naturlige processer i flodens økosystem, karakteriseret ved en mosaik af alluvial engvegetation, flodsletteskovbevoksninger, en betydelig tilstedeværelse af ikke-skov træarter, gamle flodarme, permanente og periodiske damme, kilder på flodterrasseskråninger og damme med en mangfoldig flora og fauna. Det fungerer som et vigtigt stop for trækkende vandfugle og har naturlige landskabsværdier baseret på den bevarede dynamik af naturlige flodprocesser med bugtende vandløb og overfladeoversvømmelser. Beskyttelsen omfatter også vådområdesamfund og tilhørende sjældne og særligt beskyttede plante- og dyrearter, kommunernes udbredelse og bystruktur, herunder bevarede historiske bebyggelser, og de europæisk vigtige fugle- og biodiversitetsområder Poodří og Cihelna Kunín.
Poodří PLA (Protected Landscape Area) er beliggende i distrikterne Nový Jičín og Ostrava bydistrikt i regionen Mähren-Schlesien. Det beskyttede landskab strækker sig mellem Jeseník nad Odrou og Ostrava. Det strækker sig marginalt ind i de kommunale områder i byen Ostrava og byen Studénka.
Poodří beskyttede landskab strækker sig langs Oder-flodens løb og omfatter den centrale del af den nordøstlige halvdel af Den mähriske port. På grund af dens placering i dalen er der ingen væsentlige højdeforskelle. Det laveste punkt i det beskyttede område er flodsengen af Odra i den nordligste del af PLA ved 212 m over havets overflade, og det højeste punkt er i den sydligste del af PLA ved 299 m over havets overflade.

## Natur

### Vegetation
Poodří beskyttede landskabsområde er hjemsted for en varieret vand-, eng- og skovvegetation. Områderne omkring dammene er dækket af star og rørbevoksninger. I dammene kan der findes sjældne vandplanter som vandkaltrop, flydende bregne og vand-kødædende planter som blæreeod. Truede arter som vandrøllike og flydende bregne, den gule åkande, blomstrer nær de blinde flodgrene. Området er også kendetegnet ved periodisk oversvømmede enge med forskellige plantesamfund. Skove dækker omkring 10% af det beskyttede areal og består hovedsageligt af træer som almindelig avnbøg, stilkeg, småbladet lind og ask. I skovenes urteagtige lag kan man finde blomster som vintergæk, anemone, tyndakset gøgeurt og ramsløg.

### Mycoflora
Poodří-regionen er kendt for tilstedeværelsen af talrige sjældne og ofte termofile svampearter. Nogle af de trænedbrydende arter omfatter skovens høne (Grifola frondosa), skærmformet polypore (Polyporus umbellatus), blomkålssvamp (Sparassis nemecii), Hartigs brandsvamp (Phellinus hartigii), egebeslag (Inonotus dryadeus), dryad' (Inonotus dryophilus), harpiksholdig polypore (Ganoderma resinaceum), blank polypore (Ganoderma lucidum), asketræsbeslag (Perenniporia fraxinea), koraltandsvamp (Hericium coralloides), løvemankesvamp (Hericium fungus erinaceus), skæget tandsvamp (Hericium flagellum), og orange-tandet skorpe (Sarcodontia crocea). 

### Fauna
Dammene, Oder-floden og bassinerne i Poodří-området er hjemsted for mange arter af vandlevende bløddyr, herunder den truede tykskallede flodmusling og den tyndtforede flodsnegl . Poodří er også vært for to truede arter af krebsdyr – den ædle krebs og vandbænkebider. Insektfaunaen er rig med mange lokale arter, såsom engperlemorsommerfugl, slåensommerfugl, hjortebille, eremit  og græshoppen Stetophyma grossum. Udryddelsestruede fiskearter i Oder-floden omfatter pigsmerling, bitterling og bæklampret, mens den stribede rud kan findes i bassinerne. Poodří beskyttede landskabsområde er hjemsted for mange paddearter, hvor stor vandsalamander, klokkefrø og løvfrø er blandt de mest betydningsfulde med hensyn til naturbevarelse. Området er med sine damme og vådområder et populært tilflugtssted for vandfugle, herunder ynglende arter som fiskehejre, storskarv, gråstrubet lappedykker, rødhovedet and, blishøne, grågås og  rørdrum. Mange andre sjældne fuglearter kan observeres i området, selvom de ikke yngler der, men tilbringer en del af året der. Beskyttede pattedyrarter fundet i Poodří beskyttede landskabsområde omfatter bæver og odder. Det beskyttede landskabsområde er også hjemsted for 16 flagermusarter, som repræsenterer 76% af flagermusfaunaen i Tjekkiet.

## Administration og juridiske rammer
Poodří beskyttede landskabsområdes administration ligger i Studénka. Det fredede landskabsområde blev oprettet 1. maj 1991. En ny erklæring blev afgivet ved regeringsforordning nr. 51/2017 Coll. om det beskyttede landskabsområde Poodří, som samtidig ophævede den oprindelige forordning, den 15. februar 2017.
Inden for Poodří beskyttede landskabsområde er der ti mindre  beskyttede områder, forvaltet af administrationen af PLA:
- Polanská niva nationale naturreservat
- Bartošovický luh naturreservat
- Bařiny naturreservat
- Bažantula naturreservat
- Koryta naturreservat
- Kotvice naturreservat
- Polanský les naturreservat
- Rákosina naturreservat
- Rezavka naturreservat
- Meandry Staré Odry naturmonumentet

Naturmonumentet Pusté nivy blev nedlagt i 2014. Derudover administrerer PLA's administration flere mindre beskyttede områder uden for PLA'en.